# Antoni Pellicer i Paraire
Antoni Pellicer i Paraire (Barcelona, 23 de febrer de 1851 - Buenos Aires, 14 d'abril de 1916) fou un obrer tipògraf i anarquista català, nebot del pintor i polític Josep Lluís Pellicer i cosí germà de Rafael Farga i Pellicer.

## Biografia
Antoni Pellicer va néixer a Barcelona, fill del sabater Ramon Pellicer i Padrol, de Reus, i de la seva esposa, Antònia Peraire i Balart, de Balaguer.
De tendències bakuninistes es va afiliar a la FRE de l'AIT. L'any 1869 fou nomenat secretari de la Unió de Noògrafs de Barcelona. Entre 1871 i 1875 residí a Mèxic, Cuba i Estats Units. De nou a Barcelona l'any 1879 participà en la fundació de la Societat Tipogràfica. i també en la constitució de la FTRE a Barcelona el setembre de 1881, de la que en formà part de la comissió federal. També participà en la fundació de la societat La Solidària escindida de la Societat Tipogràfica el 1881. També va participar en la formació de la Unió d'Obrers Tipògrafs (1883). Assistí al congrés de Sevilla de la FTRE de l'AIT i en fou membre de la comissió federal, fent costat al grup anarcocol·lectivista català del seu cosí Rafael Farga i Pellicer. Dirigí el setmanari Acracia (1886-1888). El 1891 marxà a Buenos Aires on dirigí una revista professional titulada Éxito Gráfico i fou president del Instituto Argentino de las Artes Gráficas.
Com a escriptor, va escriure en català algunes peces de teatre obrerista (En lo ball, Celos, Jo vaig, La mort de la proletària, Sense Esperança), participà en la redacció de l'obra Garibaldi. Historia liberal del siglo XIX i escriví Conferencias populares sobre sociología (Buenos Aires, 1900).
Morí el 14 d'abril de 1916 a Buenos Aires, Argentina.